# Hennie Kuiper
För andra betydelser, se Kuiper (olika betydelser).

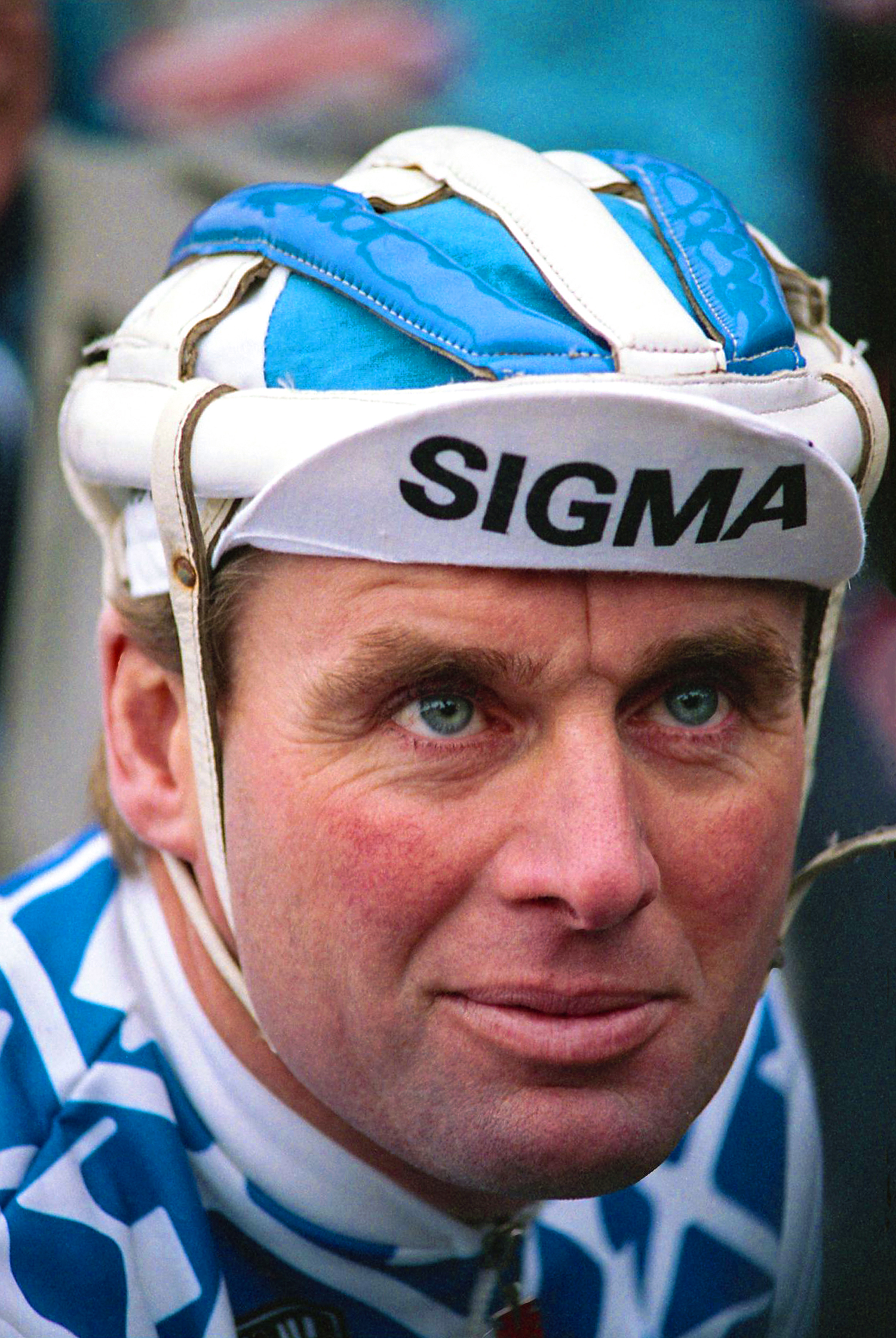
Hennie Kuiper.

Hendrikus Andreas "Hennie" Kuiper, född den 3 februari 1949 i Denekamp, Nederländerna, är en nederländsk tävlingscyklist som tog OS-guld i linjeloppet vid olympiska sommarspelen 1972 i München. 

## Meriter
Olympiska sommarspelens linjelopp 1972
 Världsmästerskapens linjelopp – 1975
 Nationsmästerskapens linjelopp – 1975

## Stall
- Ha-Ro 1973
- Rokado 1974
- Frisol 1975
- TI-Raleigh 1976–1978
- Peugeot 1979–1980
- DAF Trucks 1981–1982
- Aernoudt 1983
- Kwantum Hallen-Yoko 1984
- Verandalux 1985
- Skala-Skil 1986
- Roland-Skala 1987
- Sigma-FINA 1988